# 프라하티체구

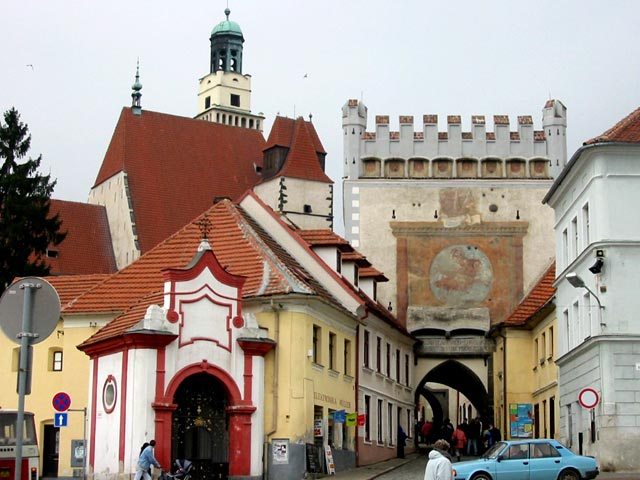
프라하티체구의 행정 중심지인 프라하티체

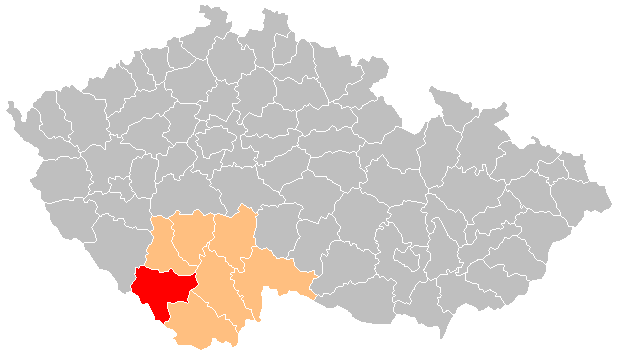
프라하티체구의 위치

프라하티체구(체코어: Okres Prachatice)는 체코 남보헤미아주를 구성하는 7개 구 가운데 하나로 행정 중심지는 프라하티체이며 면적은 1,375.03km2, 인구는 50,971명(2019년 1월 1일 기준), 인구 밀도는 37명/km2이다.
남보헤미아주 남서부에 위치하며 65개 지방 자치체(10개 시, 55개 마을)를 관할한다. 남보헤미아주 스트라코니체구, 체스케부데요비체구, 체스키크룸로프구, 플젠주 클라토비구와 접하며 남서쪽으로는 독일, 남쪽으로는 오스트리아와 국경을 접한다.